# Берлінська криза 1961 року

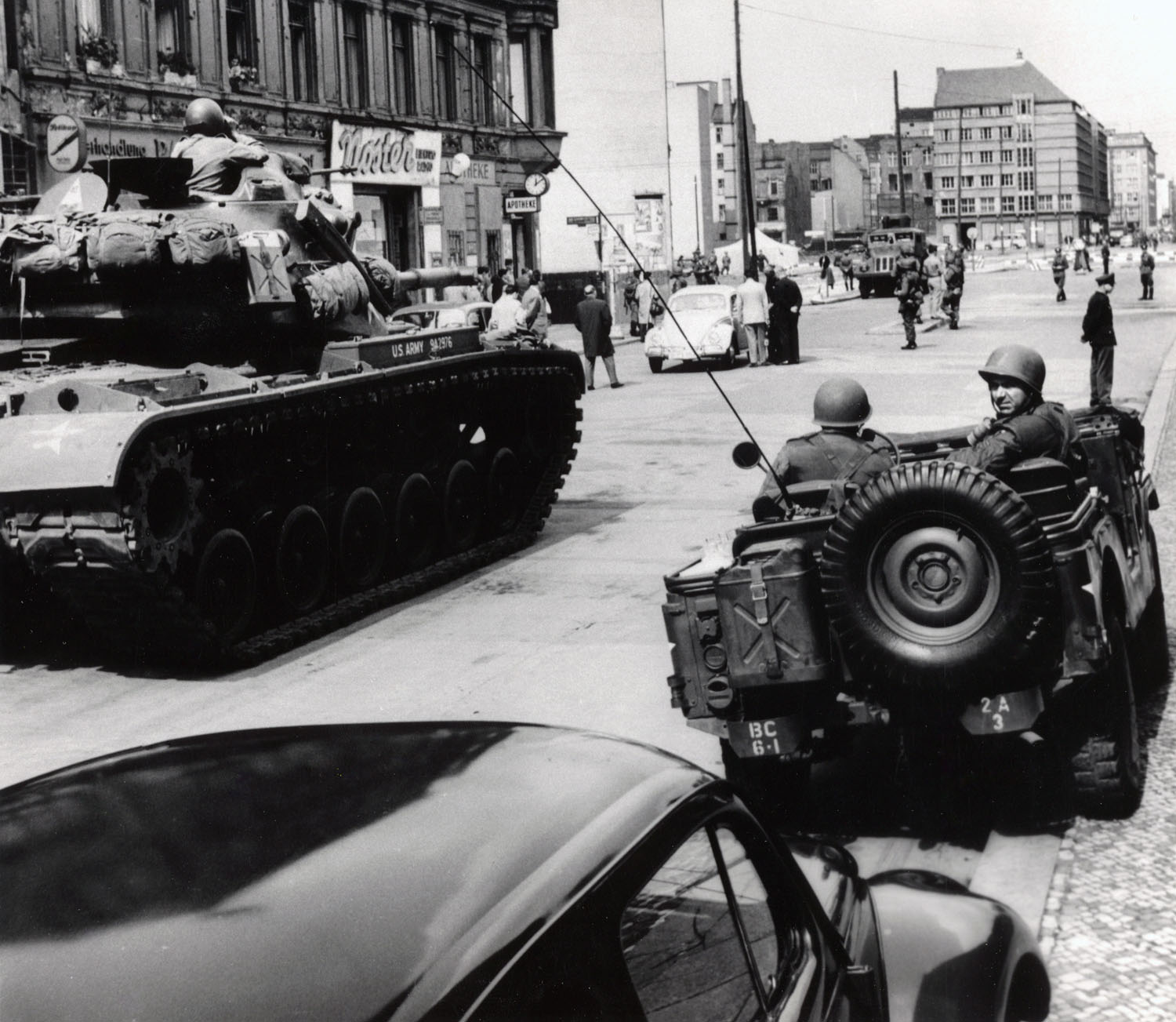
Американські танки та машини перед східнонімецьким водометом на КПП Чарлі.

Берлінська криза (нім. Berlin-Krise; 4 червня — 9 листопада 1961) — епізод Холодної війни, результатом якого стало будівництво Берлінського муру. Причиною кризи став ультиматум Хрущова, який вимагав вивести західні війська з Берліна.
В ультиматумі, пред'явленому президенту США Джону Ф. Кеннеді на Віденському саміті 4 червня 1961 року, прем'єр-міністр Микита Хрущов вимагав, щоб війська союзників вивели з Берліна до кінця 1961 року. В іншому випадку Радянський Союз погрожував підписати двосторонню мирну угоду зі Східною Німеччиною, яка, на його думку, поклала б край праву американських, британських і французьких військ перебувати в Західному Берліні.
У відповідь на позицію СРСР 25 липня президент Кеннеді у телевізійному зверненні оголосив, що проситиме у Сенату США додаткових 3,25 мільярдів доларів на збільшення звичайних озброєнь і оголосив про план потроїти призов. У той же час влада Східної Німеччини таємно готувалася до будівництва стіни, яка б не дала можливості громадянам й надалі втікати до Західного Берліна. Наказ про закриття кордону підписали в суботу, 12 серпня.
У відповідь на спробу СРСР відрізати Західний Берлін від союзників, Кеннеді 31 серпня призвав 148 000 резервістів на дійсну службу. Восени 1961 р. США перегрупували до Європи 8 тактичних підрозділів військової авіації (216 літаків).
Незважаючи на ряд інцидентів, пов'язаних з блокадою кордону Західного Берліна, американці, побоюючись збройного зіткнення, не наважилися на руйнування стіни й де-факто змирилися з нав'язаним СРСР статусом-кво.